# 伯特利中學

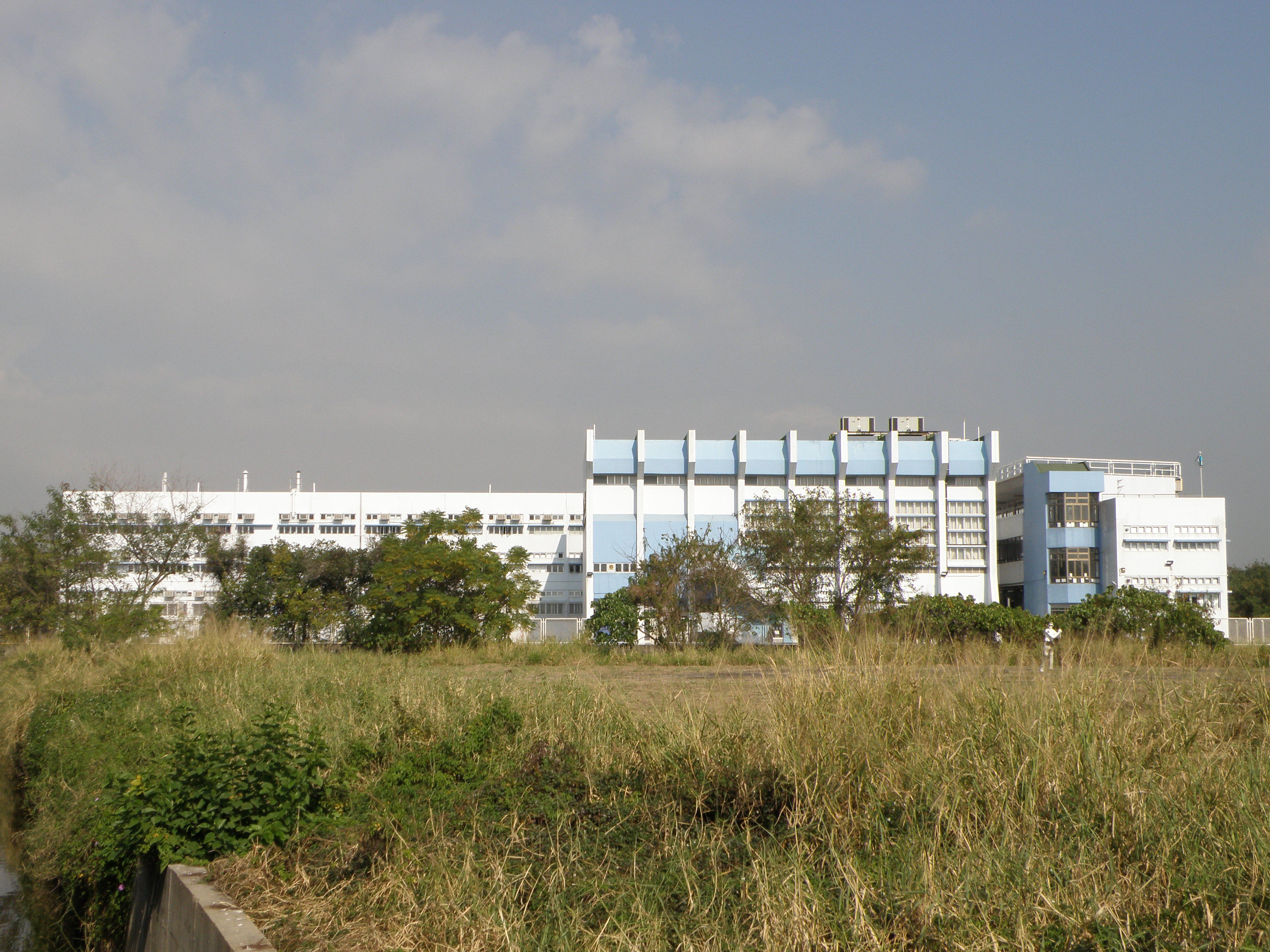
校舍西南面

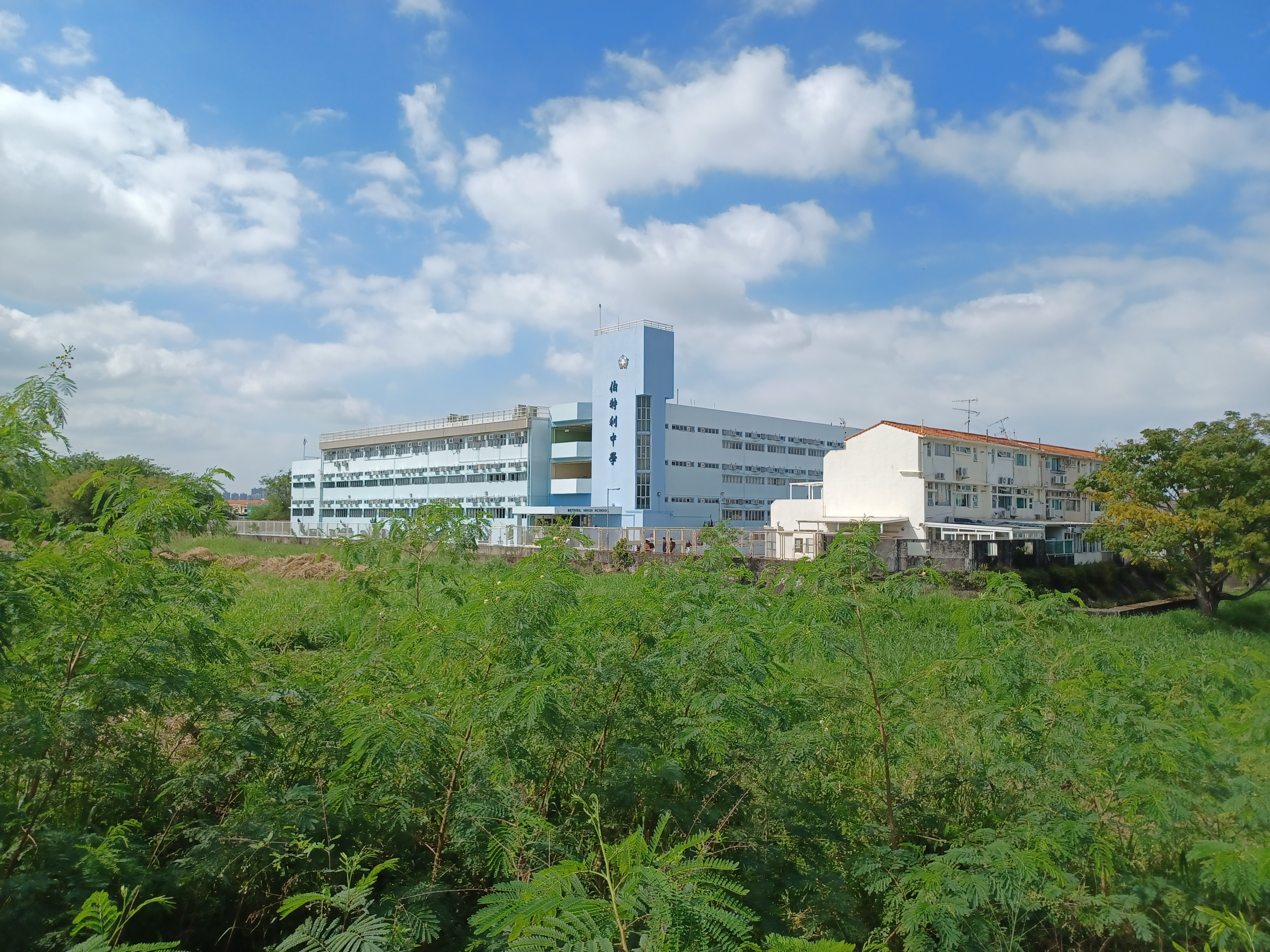
攸壆路望向校舍

伯特利中學（英語：Bethel High School）是位於香港新界元朗錦綉花園的一所中學。該校於1922年在中華民國上海創校，後於1950年在遷校到香港。

## 歷史
創校人是石美玉女士和美國宣教士胡遵理女士（Jennie V. Hughes）。抗戰勝利後，他們把上海伯特利教會的事工遷移到香港去，成為伯特利神學院，並設中學部。1950年在九龍城嘉林邊道伯特利神學院旁自建校舍，曾於1974年借出校舍予香港電台拍攝《獅子山下》〈父親的西裝〉一集。伯特利中學在1982年轉為政府津貼中學，後於1989年配合香港發展遷往元朗錦繡花園繼續辦學，而校舍由有利建築承建。直至1993年伯特利中學完全遷入元朗新校舍，現院址內有伯特利神學院和美玉堂。學校分為慈光、榮光、恩光、美光四社。

## 事件

### 要學生上堂去廁所要填表格惹各界批評
2016年11月4日開始，元朗的伯特利中學執行一個新政策，要學生上堂去廁所的話就都要填表格申請，當中包括學生姓名、課室位置及出入時間。填寫完畢後，要交由老師簽名作實。學生拿著通知書往廁所，需將通知書交予廁所當值人員作為證明，返回課室後，亦需將另一份通知書交予老師保存。以及校方將全校廁所門全鎖，只開一男一女洗手間供全校學生使用，更要等埋校工開廁所門。此個政策剛開始推出就受到好多人批評，例如被人指是「反智教育」，更令到學校的老師及學生非常不滿。
有「親子王國」的人質疑校方做法唔恰當、違反人權。有學生認為個校方的行為很變態。有校工指個政策令他們的工作量大增。立法會教育界議員葉建源指，校方要求學生上堂去廁所要填form，可能有損學生的健康。同時，填表過程涉及大量管理同行政工作，變相令老師工作量增加，師生亦會對呢個做法有唔同意見，容易產生矛盾。
元朗伯特利中學校長吳釗美話新政策之目的是「營造安全及有秩序的學習環境」。吳釗美又強調「學校實施新措施之後，學生上堂期間去廁所的情況大減」。

## 歷任校長
1. 藍如溪院長（1950-1973）
2. 莫子奮先生（1973-1982）
3. 林漢偉先生（1982-2007）
4. 謝潔芳女士（2007-2009）
5. 吳釗美女士（2009-2019）
6. 陳家輝先生（2019-2023）[6]
7. 蔡國榮先生（署任，2023-2024）
8. 賴珮賢女士（2024-現在）

## 著名/傑出校友
商界
- 戎子江（1966年中五）：白馬戶外媒體董事局主席、前AC尼爾森國際媒體研究總裁[7]
- 容永祺，SBS，MH，JP（1976年離校）：美國友邦保險百慕大有限公司區域總監、第十二屆全國政協委員、香港考試及評核局主席[8][9]
- 蔡志明，GBS：香港著名商人、喜運佳鐘錶集團主要股東、旭日國際集團董事局主席[10]

教育界
- 鄭建德：匯基書院（東九龍）校長[11]
- 林漢偉（1967年中五）：前伯特利中學校長[12]
- 楊靜嫻：前港澳信義會慕德中學校長
- 羅世光：前衛理中學校長，前東區區議員
- 黃志堅：前教育局高級學校發展主任[13]
- 朱少貞：救世軍田家炳學校校長[14]
- 陳潔光（1972年中五）：香港浸會大學協理副校長[9]
- 李天命（1958年小六、1962年中四）：香港著名哲學家、前香港中文大學哲學系教授[15]
- 蔣英豪：前香港中文大學中文系教授[16]
- 吳宜婷：無綫新聞採訪主任
- 黃鴻麟：前基督書院校長（1993年至2007年）、前香港浸會大學教育學院及香港中文大學教育學院兼任講師
- 梁美儀：香港城市大學海洋污染國家重點實驗室主任兼化學系環境毒理及化學講座教授[17]
- 羅啟康：前靈實恩光學校校長[18]
- 李漢標：香港航海學校校長[19]
- 樓恩德（曾於1957-1958年入讀）：前中華傳道會安柱中學校長[20]
- 蕭一龍（1976-1977年中一）：香港恒生大學企管發展中心榮譽客席講師
- 成安郇（1958年中五）：前九龍靈光小學校長[21]
- 朱亮基：前香港浸會大學社會工作系系主任[22]

演藝、傳媒及文化界
- 毛俊輝，BBS（1964年中六[23]）：前香港話劇團藝術總監[24]
- 車淑梅，MH（1976年中五）：著名電台節目主持[9]
- 徐少驊（1981年中七）：香港著名記者、編輯、電台主持、壹週刊前副總編輯[9][25]
- 徐㴓喬（Asha Cuthbert）：香港女演員[26]
- 琴思鋼（莊禮道）（1959年入讀；1963年離校）：泰國現代主義小說家
- 吳堯堯（仙樂都）（1998年中五）：香港女藝人[註 1]
- 張圭陽（1973年中五）：香港電台中文台新聞及時事總監兼普通話台節目總監、香港新聞工作者聯會副主席[9]

宗教及醫學界
- 禇永華（1966年中五）：香港神學院院長[27]
- 吳宗文：播道會港福堂主任牧師
- 陳振威：美國斐市凱撒醫院副院長兼心臟科主任及加州大學三潘市醫學院副教授
- 計志文：中國著名佈道家、中國佈道會創辦人
- 葉萬壽：香港資深心理輔導員、心自寬團隊創立人
- 曾永華：前舂坎角慈氏護養院行政總監[28]

其他
- 吳國偉（1976年中五）[9]：香港科學館館長（特別項目）[14]
- 張錦德：香港大學運動中心資訊科技與傳訊主任、前亞洲電視官方網站程式設計員、HKTV選戰特約藝員、2007年區議會選舉（舊墟及太湖選區）候選人
- 吳頌蘭（2004年中七）：前香港藝術體操代表隊教練[29]
- 王國清（1974年中五）：香港救世軍社區關係總監[9]

## 外部連結
- 伯特利中學
- 伯特利中學圖書館
- 伯特利中學福音事工委員會
- 伯特利中學地圖（页面存档备份，存于）